# Cale Yarborough
Cale Yarborough (ur. 27 marca 1939 w Timmonsville, zm. 31 grudnia 2023 w Florence) – amerykański biznesmen i kierowca wyścigowy.

## Kariera
Yarborough rozpoczął karierę w międzynarodowych wyścigach samochodowych w 1957 roku od startów w NASCAR Grand National, gdzie został sklasyfikowany na 159 pozycji w klasyfikacji generalnej. W późniejszych latach Amerykanin pojawiał się także w stawce USAC National Championship, SCCA Trans-Am, International Race Of Champions, NASCAR Winston Cup, Daytona 500, Indianapolis 500, World Championship for Drivers and Makes, 24-godzinnego wyścigu Le Mans oraz Scotts EZ Seed Showdown.

## Wyniki w 24h Le Mans
| Rok  | Zespół           | Partnerzy               | Samochód         | Klasa    | Okr. | Poz. | Klasa Poz. |
| ---- | ---------------- | ----------------------- | ---------------- | -------- | ---- | ---- | ---------- |
| 1981 | Stratagraph Inc. | Billy Hagan Bill Cooper | Chevrolet Camaro | IMSA GTO | 13   | NU   | NU         |